# Ti nejhorší
Ti nejhorší (v originále Les Pires) je francouzský hraný film z roku 2022, který režírovali Lise Akoka a Romane Guéret podle vlastního scénáře. Film měl světovou premiéru v sekci Un certain regard na filmovém festivalu v Cannes dne 22. května 2022.

## Děj
Film vypráví o zákulisí natáčení na severu Francie. Filmový režisér se rozhodne natáčet poblíž města Boulogne-sur-Mer. Pořádá casting, hledá atypické osobnosti: mladé lidi s nedokončenou školou, lidi s ADHD, děti v péči, mladé lidé odcházející z domova... Vybere si dvě dívky a dva chlapce, Lily, Maylis, Jessyho a Ryana. Všichni jsou touto volbou překvapeni, proč si vybral ty nejhorší? Místní sdružení mají obavy z nesplnitelných nadějí, které snadný život filmového štábu představuje, filmař se obává posílení stereotypů, které chtěl ve svém filmu odsuzovat.

## Obsazení
| Mallory Wanecque     | Lily             |
| Timéo Mahaut         | Ryan             |
| Johan Heldenbergh    | Gabriel, režisér |
| Esther Archambault   | Judith           |
| Loïc Pech            | Jessy            |
| Mélina Vanderplancke | Maylis           |
| Matthias Jacquin     | Victor           |
| Angélique Gernez     | Mélodie          |
| Dominique Frot       | Ryanova babička  |
| Rémy Camus           | Rémy             |

## Ocenění
- Filmový festival v Cannes: Grand Prix Un certain regard
- Festival frankofonních filmů v Angoulême: cena pro nejlepší film
- Festival Fifigrot v Toulouse: cena publika a cena studentů
- Mezinárodní filmový festival v Římě: Alice nella cita, cena pro nejlepší herečku (Mallory Wanecque)
- Festival v Saint-Paul-Trois-Châteaux: Grand Prix
- City of Lights, City of Angels: Cena za nejlepší filmový debut
- Filmová setkání ve Villefranche: cena středoškoláků
- Filmový festival v Sarlatu: cena poroty mládeže, cena za nejlepší herečku (Mallory Wanecque)
- Festival Cosne-sur-Loire: Cena za nejlepší film, Cena za nejlepší herečku (Mallory Wanecque), Cena za nejlepšího herce (Johan Heldenbergh)
- Festival du grain à démoudre de Gonfreville-l'Orcher: Velká cena poroty za nejlepší celovečerní film, cena středoškolské poroty za nejlepší celovečerní film
- César: nominace v kategoriích nejlepší  filmový debut (Lise Akoka a Romane Guéret) a nejslibnější herečka ( Mallory Wanecque)